# 黃宣平
黃宣平，CBE，OBE，JP（1910年12月19日—1981年6月28日）上海商人。1940年曾在上海被綁架勒索500萬元法幣。1947年來到香港後，從事經營冰箱、冷氣工程業務，並擔任多間香港公司董事。1960年至1968年獲英屬香港政府委任為市政局議員。1965年至1974年出任香港立法局非官守議員。黃宣平熱心社會服務，曾擔任香港紅十字會主席、保良局名譽副會長、香港扶輪社社長、香港公益金副會長等職，因此於1961年獲委任為太平紳士。1967年獲OBE勳銜。1974年獲CBE勳銜。1981年6月28日因心臟病發逝世。
黄宣平是美国圣公会牧师黄光彩之孙。